# Михаил Македонски
Михаил Иванов Македонски е български просветен и обществен деец, участник в националноосвободителното движение.

## Биография
Роден е в Крива паланка, тогава в Османската империя, в семейството на свещеник. Учи в родния си град, след което работи като учител в Кнежа (1875 - 1876) и Оряхово (около 1876). Заради будителско-журналистическата си и революционна дейност е преследван и затварян от османските власти. След избухването на Руско-турската война в 1877 година се поставя в услуга на Руската армия.
След Освобождението отново е учител в Кнежа (1878–1879, 1882–1884). След това заема редица административни длъжности: председател на Окръжната постоянна комисия в Оряхово, окръжен управител в Хасково, Враца, Плевен и Кюстендил. Работи и като училищен инспектор.
Избран е за депутат в Четвъртото и Деветото обикновено народно събрание.
След включването на България в Първата световна война в 1915 година и освобождението на родния му град е кмет на Крива паланка (1916 – 1918).
Автор е на спомени, издадени от Кривопаланечкото благотворително братство, и други съчинения.
Умира в София на 5 май 1937 година.